# Unghegelianer
Unghegelianer, även kallade vänsterhegelianer, var en grupp studenter och unga lärare vid Humboldtuniversitetet i Berlin, vilka efter filosofen Friedrich Hegels död år 1831 opponerade sig mot den rådande hegelianska strömningen hos de ledande akademikerna vid universitetet. Vänsterhegelianernas blomstringstid inföll under Vormärz i mitten av 1800-talet. Uppdelningen i vänsterhegelianer, högerhegelianer och centrumhegelianer uppstod i och med publiceringen av den tyske teologen David Strauss verk Das Leben Jesu.
Bland medlemmarna återfinns, förutom Strauss, Bruno Bauer, Ludwig Feuerbach, Arnold Ruge och Max Stirner. Karl Marx sympatiserade initialt med unghegelianerna, men han distanserade sig från dem när han skrev Den tyska ideologin. Unghegelianerna, som ivrade för intellektuell aktivism, verkade i Preussen under en tid då toleransen för radikala idéer minskade i landet.
Hallische Jahrbücher var unghegelianernas viktigaste publikation.